# Geraes
| Críticas profissionais | Críticas profissionais |
| Avaliações da crítica  | Avaliações da crítica  |
| Fonte                  | Avaliação              |
| ---------------------- | ---------------------- |
| Allmusic               | [ 1 ]                  |

Geraes é um álbum de 1976 do cantor, violonista e compositor brasileiro Milton Nascimento. O disco trouxe um papel forte para a conexão da música de Milton Nascimento com o público da América, na época ele já era conhecido no mundo todo. Conta com participações de Mercedes Sosa em "Volver A Los 17", Chico Buarque em "O Que Será (À Flor da Pele)", Clementina de Jesus em "Circo Marimbondo" e os chilenos do Grupo Agua, descobertos por Milton, nas faixas "Caldera", "Promessas do Sol" e "Minas Geraes", faixa que encerra o disco. A capa, de Cafi mostra o mesmo desenho das montanhas e do trem exibido no encarte anterior do álbum "Minas" (1975) que agora se destacava na capa do Geraes e o encarte do vinil com papel de envelope. Na reedição do CD de 1994, conta com duas faixas de um compacto que Milton fez com Chico Buarque em 1977 pelo selo Philips com as faixas "Primeiro de Maio" e "Cio da Terra", que veio a ser regravado por Pena Branca & Xavantinho, Sérgio Reis e pela própria Mercedes Sosa.

## Faixas
| N.º | Título                                                        | Compositor(es)                     | Duração |  |
| 1.  | "Fazenda"                                                     | Nelson Angelo                      | 2:40    |  |
| 2.  | "Calix Bento"                                                 | Tavinho Moura                      | 3:30    |  |
| 3.  | "Volver a los 17" (participação de Mercedes Sosa)             | Violeta Parra                      | 5:10    |  |
| 4.  | "Menino"                                                      | Milton Nascimento e Ronaldo Bastos | 2:47    |  |
| 5.  | "O Que Será (À Flor da Pele)" (participação de Chico Buarque) | Chico Buarque                      | 4:10    |  |
| 6.  | "Carro de Boi"                                                | Maurício Tapajós e Cacaso          | 3:40    |  |
| 7.  | "Caldera (instrumental)" (participação de Grupo Agua)         | Nelson Araya                       | 4:25    |  |
| 8.  | "Promessas do Sol" (participação de Grupo Agua)               | Milton Nascimento e Fernando Brant | 5:00    |  |
| 9.  | "Viver de Amor"                                               | Toninho Horta e Ronaldo Bastos     | 2:34    |  |
| 10. | "A Lua Girou"                                                 | Milton Nascimento                  | 3:42    |  |
| 11. | "Circo Marimbondo" (participação de Clementina de Jesus)      | Milton Nascimento e Ronaldo Bastos | 2:55    |  |
| 12. | "Minas Geraes" (participação de Grupo Agua)                   | Novelli e Ronaldo Bastos           | 5:13    |  |

Faixas-bônus da reedição CD de 1994, contando com duas faixas do compacto 6069 185 intitulado "Chico & Milton" de 1977
| N.º | Título             | Compositor(es)                    | Duração |  |
| 13. | "Primeiro de Maio" | Chico Buarque e Milton Nascimento | 4:49    |  |
| 14. | "O Cio da Terra"   | Chico Buarque e Milton Nascimento | 3:55    |  |

## Músicos[2]
- Violões: Milton Nascimento, Luiz Gonsalez Carpena (Lucho), Oscar Pérez, Nelson Angelo, Tavinho Moura
- Viola: Tavinho Moura, Nelson Angelo
- Guitarra: Toninho Horta e Nelson Angelo em "Menino"
- Piano: Toninho Horta (elétrico em "Viver de Amor"), Milton Nascimento (em "Caldera"), Francis Hime, Novelli
- Baixo elétrico e acústico: Novelli
- Baixo acústico em "Minas Geraes": Luiz Alves
- Bateria: Robertinho Silva e Edison Machado em "Promessas do Sol" e solo em "Fazenda"
- Percussão: Robertinho Silva, Luiz Alves, Chico Batera e Toninho Horta
- Tamborim em "Circo Marimbondo": Elizeu e Lima
- Repique em "Circo Marimbondo": Doutor
- Cuíca em "Circo Marimbondo: Marçal
- Surdo em "Circo Marimbondo": Robertinho Silva
- Agogô em "Circo Marimbondo": Chico Batera
- Afochê: Georgiana de Moraes
- Órgão em "Menino": João Donato
- Órgão em "Viver de Amor": Toninho Horta
- Acordeom em "Calix Bento": Dominguinhos
- Coro em "Fazenda": Fernando Lepoarce, Novelli, Nelson Angelo e Beto Guedes
- Coro em "Calix Bento": Francis Hime, Tavinho Moura, Novelli, Totó, Nelson Angelo e Toninho Horta
- Coro em "Lua Girou: Tavinho Moura, Novelli, Nelson Angelo e Toninho Horta

Grupo Agua: nas faixas "Caldera", "Promessas do Sol" e "Minas Geraes"
- Violão e coro: Nelson Arraya
- Tiple e coro: Oscar Perez
- Charango, percussão e coro: Polo Cabrera
- Flauta e coro: Nano Stuven

## Ficha técnica original
- Direção Artística: Milton Miranda
- Direção de produção: Mariozinho Rocha
- Supervisão musical: Milton Nascimento
- Produção: Ronaldo Bastos
- Gravação: Roberto e Darcy
- Remixagem: Nivaldo Duarte
- Corte: Osmar Furtado
- Montagem: Landimar
- Arranjos de base: Milton and friends
- Assistente de produção: Toninho Vicente
- Agente: Paulo Pilla
- Contra-regra: Ivanzinho
- Cafezinho: Nonato
- Capa: Cafi, Noguchi e Ronaldo Bastos
- Foto: Cafi
- Desenho: Milton Nascimento